# Лесовое (Криворожский район)
Лесовое (укр. Лісове; прежние названия: Зиновьев, до 2016 — Кирово) — село, Шевченковский сельский совет, Криворожский район, Днепропетровская область, Украина.
Код КОАТУУ — 1221885905. Население по переписи 2001 года составляло 58 человек.

## Географическое положение
Село Лесовое находится в 0,5 км от села Зелёное Поле. Рядом проходит железная дорога, остановочный пункт 79 км в 1,5 км.